# Rubiks kubus

Rubiks kubus

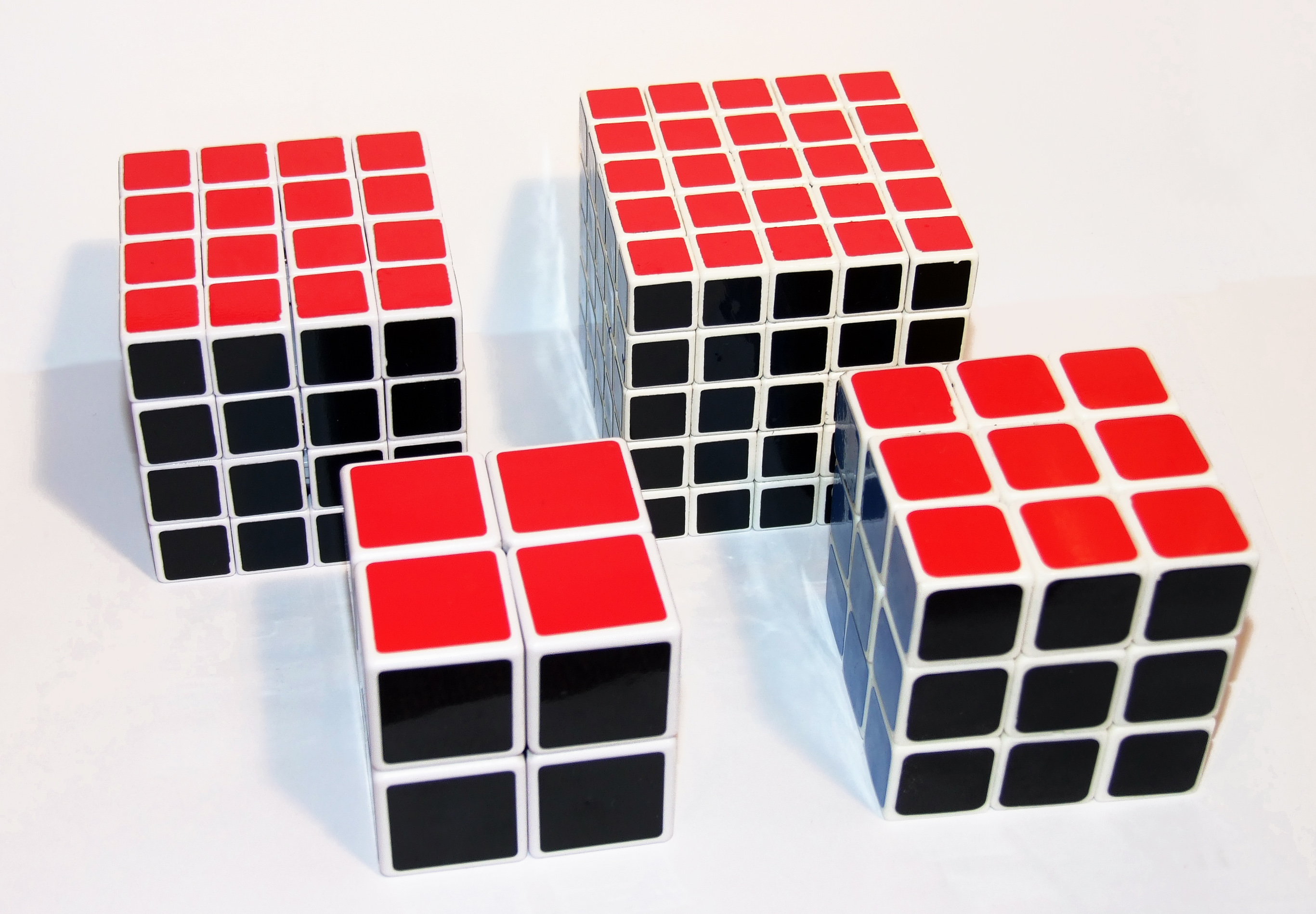
Vooraan Pocket Cube (links) en Rubiks kubus; achteraan Rubik's Revenge en Professor's Cube

Rubiks kubus is een puzzel in de vorm van een kubus, in de standaarduitvoering 57 mm hoog. De kubus is opgebouwd uit 27 kleinere delen waarvan de zichtbare zijden de vlakken zijn van kleinere kubussen van 1/3 van de hoogte van de kubus zelf. Het centrale deel zonder zichtbaar vlak bestaat uit een stelsel assen waarom de middens van de zijvlakken kunnen draaien. De overige delen zijn op ingenieuze wijze zo gevormd dat elk vlak van de kubus ten opzichte van de rest kan draaien. Daardoor kan elk hoekstukje en elk zijstukje van positie wisselen met een ander overeenkomstig stukje. In de uitgangspositie zijn de zes vlakken egaal gekleurd in de zes kleuren wit, rood, oranje, geel, groen en blauw. De opgave is de vlakken zo te draaien dat de kubus vanuit een willekeurige positie teruggebracht wordt naar de uitgangspositie met egale zijvlakken.
De kubus is ontworpen door de Hongaar Ernő Rubik. Naast Rubiks kubus wordt de puzzel ook Rubik's Cube (Engels), Hongaarse kubus of draaikubus genoemd.
Er bestaan inmiddels varianten met andere afmetingen, andere aantallen deelvlakjes, andere kleuren en ook andere vormen. De kubus is al 400 miljoen keer verkocht .

## Geschiedenis
Rubik gebruikte de kubus voor het eerst in 1974, tijdens zijn lessen. Hij nam er in 1975 octrooi op, maar uitsluitend in Hongarije. Rubik geniet buiten Hongarije geen rechten.
Pas toen de Duitse spellenmaker Tom Kremer begin jaren 80 met Rubiks kubus aan de slag ging, werd het een doorslaand succes en een rage onder de jeugd. Ook wiskundig is de puzzel interessant als toepassing van de groepentheorie. Ondertussen zijn er al meer dan 350 miljoen kubussen verkocht.

## Beschrijving
In eerste instantie was de kubus alleen bedoeld om de studenten van Rubik een beter ruimtelijk inzicht te verschaffen. Elk vlak van de kubus is opgebouwd uit negen vlakken met dezelfde kleur. In totaal zijn er aan de buitenzijde 54 vlakken zichtbaar. De kubus lijkt te zijn opgebouwd uit 26 kleinere kubussen. Echter, van die "deelkubussen" zijn alleen die vlakken zichtbaar die aan de buitenkant van de kubus liggen, wat steeds dezelfde vlakken zijn, hoe de kubus ook gedraaid wordt. Pas bij demontage is te zien dat de onderdelen niet helemaal kubusvormig zijn, en wordt duidelijk hoe de deelkubussen bevestigd zijn.
Elk vlak van 9 deelkubussen is draaibaar. Door enkele malen met verschillende vlakken te draaien komen de kleuren volkomen door elkaar te zitten en de weg terug is moeilijk te vinden.

## Oplossingen

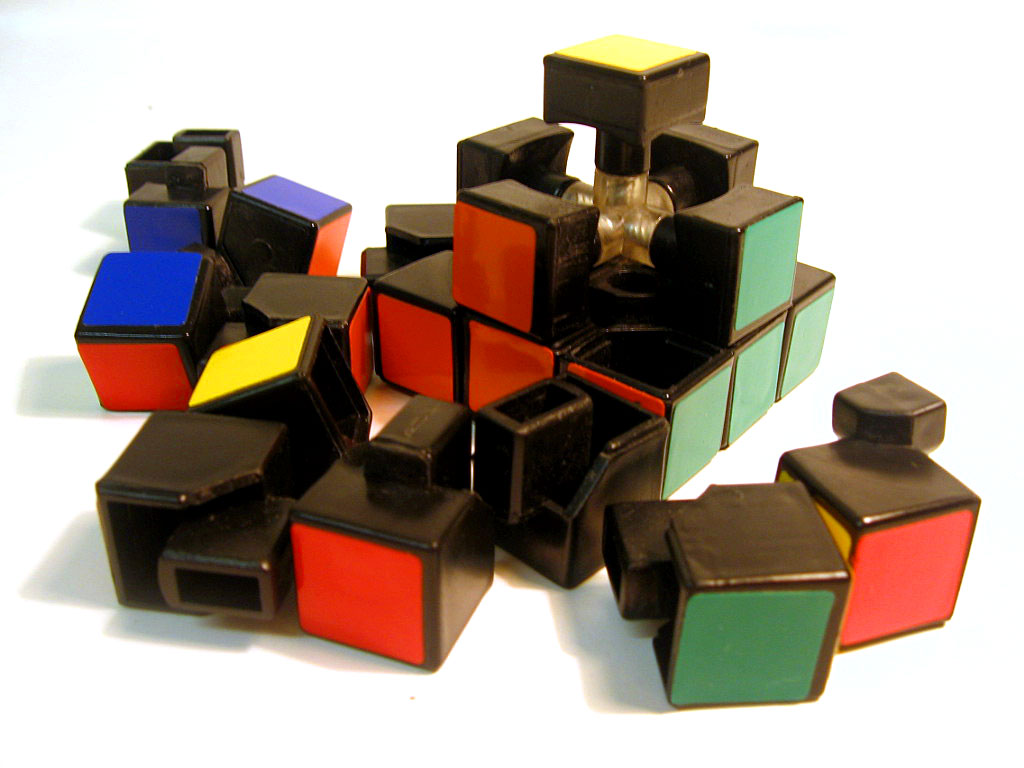
Kubus in onderdelen

Er zijn veel boeken geschreven over het oplossen van deze puzzel. De overzichtelijkste methode is laag voor laag: eerst wordt één vlak compleet gemaakt, waarbij de 12 aangrenzende zijvlakjes in kleur moeten overeenkomen met de middenvlakjes van de vier aangrenzende centrumvlakken. De tweede stap is de vier hoekblokjes van de middelste laag op hun plaats te zetten. Ten slotte wordt de derde laag compleet gemaakt door eerst het kruis aan de bovenkant te maken, waarna de hoekstenen van die kleur erin worden gezet. Vervolgens worden die hoekstenen op de goede plek gedraaid en ten slotte worden de bovenste randblokjes goedgedraaid. Met deze methode is de puzzel binnen enkele minuten op te lossen en voor liefhebbers lukt het met deze methode onder de anderhalve minuut. Met gebruik van minder overzichtelijke methoden, die echter minder draaiingen vereisen, lukt het geoefenden binnen een halve minuut.
Er zijn competities om de kubus in zo weinig mogelijk draaiingen weer goed te krijgen. Er bestaan ook computerprogramma's  en sites die een oplossing verschaffen (zie externe links).

## Aantal benodigde draaiingen
Vanuit iedere willekeurige positie die vanuit de positie met egale zijvlakken kan worden bereikt, is de kubus met niet meer dan 20 draaiingen op te lossen.
Tot juli 2010 was dit een onopgelost wiskundig probleem. Begin jaren 80 stelden wiskundigen zonder computer vast dat de ondergrens minstens 17 moest zijn, en de bovengrens 52. Later was bekend dat het aantal groter moest zijn dan 19 en kleiner dan 24. De Amerikaan Ton Rokicki van de Stanford-universiteit leverde het bewijs dat er minstens één positie bestaat die niet in minder dan 20 draaiingen opgelost kan worden, en ook dat elke positie in hoogstens 23 draaiingen kan worden opgelost. Volgens hem hadden wiskundigen voldoende aanwijzingen om aan te nemen dat de ondergrens op twintig lag.

## Aantal posities
Met 8 hoekblokjes en 12 randblokjes zijn 8!·12!·38·212 verschillende posities mogelijk. (5,19·1020) Het is echter niet mogelijk elke situatie door draaiingen te bereiken:
- draaiingen van hoekblokjes kunnen slechts met minstens twee blokjes tegelijk;
- draaiingen van zijblokjes kunnen slechts met minstens twee blokjes tegelijk;
- verplaatsingen kunnen slechts met minstens drie blokjes tegelijk.

Vanwege deze beperkingen moet bovenstaande waarde nog door 2×2×3=12 gedeeld worden. Dit levert 43 252 003 274 489 856 000 (ruim 43 triljoen) verschillende posities op. Slechts één daarvan is de goede oplossing.
De posities die niet via alleen draaien vanuit de beginpositie kunnen worden bereikt, zijn wel te maken na demontage van de kubus. Al deze posities tezamen heten de 11 andere banen waarin de kubus zich kan bevinden.
Het centrumblokje van elk vlak heeft ook nog eens vier mogelijke oriëntaties. Dit valt normaal gesproken niet op. Als te zien is in welke stand de centrumblokjes staan, bijvoorbeeld door er een merkteken op te zetten (een zogenaamde supercube), dan wordt het aantal onderscheidbare posities 46 / 2 maal zo groot: 88 580 102 706 155 225 088 000.

## Wereldrecord en kampioenschappen
In 1982 vonden de eerste wereldkampioenschappen kubusdraaien plaats. Deze wedstrijd werd gewonnen door de Amerikaan Minh Tai, die de puzzel oploste in 22,95 seconden. De 17-jarige Nederlander Guus Razoux Schultz werd tweede met 24,32 seconden. Sinds 2001 maakt de puzzel een nieuwe opmars en sinds 2003 worden er wederom wereldkampioenschappen gehouden. Het wedstrijdrecord stond vanaf 23 februari 2008 met 9,10 seconden op naam van de Fransman Edouard Chambon, die het record overnam van de Nederlander Ron van Bruchem die op 24 november 2007 in Zwolle de kubus in 9,55 seconden goed draaide. Het gemiddelde record over vijf pogingen werd op dezelfde dag, ook door de Fransman, gezet op 11,48 seconden. De Nederlander Erik Akkersdijk brak het record van de Fransman en scherpte het aan tijdens het Tsjechisch Open Kampioenschap tot 7,08 seconden. Akkersdijk had toen hij zijn record vestigde een beetje geluk doordat hij de laatste stap van de Fridrichmethode (de PLL-stap) kon overslaan. Op 13 november 2010 brak de toen 15-jarige Australiër Feliks Zemdegs dit record: op de Melbourne Cube Day had hij slechts 6,77 seconden nodig om de puzzel op te lossen. In 2011 verbeterde Zemdegs dit record nog een aantal keren. Op de Zonhoven Open 2013 op 3 maart 2013 nam de Nederlander Mats Valk het wereldrecord over met een tijd van 5,55 seconden. Op Doylestown Spring 2015 stelde de Amerikaan Collin Burns het record op 5,25 seconden. Op 21 november 2015 werd dit record tijdens de River Hill Fall Competition met 0,35 seconden verbeterd door Lucas Etter. Het record kwam daarmee op 4,9 seconden te staan. Op 6 november 2016 nam Mats Valk tijdens de Jawa Timur Open 2016 de koppositie weer over, met een tijd van 4,74 seconden. Op 11 december 2016 kwam de titel opnieuw in handen van Feliks Zemdegs, die een tijd van 4,73 seconden neerzette. Nadat de Zuid-Koreaan SeungBeom Cho het record op 28 oktober 2017 aanscherpte tot 4,59 seconden, wist Zemdegs de kubus op 7 mei 2018 in 4,22 seconden op te lossen. Tijdens de Wuhu Open 2018 zette Yusheng Du uit China het wereldrecord op 3,47 seconden. Op 11 juni 2023 tijdens de Pride in Long Beach zette Max Park het wereldrecord op 3.13 seconden.

## Varianten

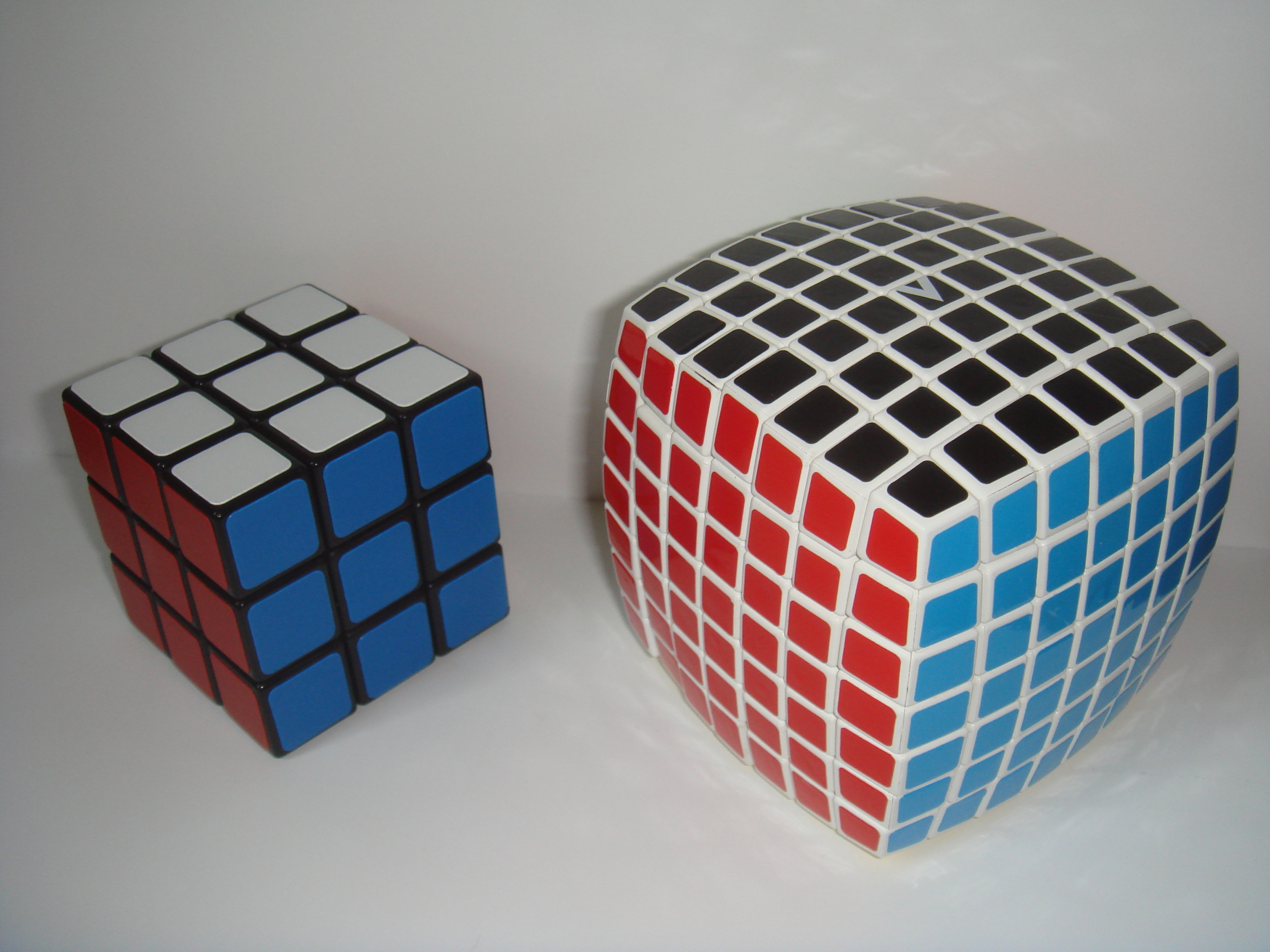
3×3×3 en 7×7×7

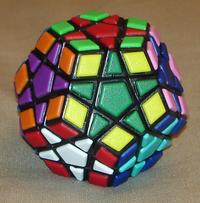
De 12-kleurige Megaminx

Na de 3×3×3-kubus zijn soortgelijke puzzels met andere dimensies uitgebracht:
- 2×2×2 ("Pocket Cube")
- 4×4×4 ("Rubik's Revenge")
- 5×5×5 ("Professor's Cube")
- 6×6×6 V-CUBE 6
- 7×7×7 V-Cube 7
- 8×8×8 V-CUBE 8
- 9×9×9 ShengShou 9×9
- 10×10×10 ShengShou 10×10
- 11×11×11 Yuxin 11×11
- 13×13×13 MoYu 13×13
- 15×15×15 MoYu 15×15
- 17×17×17 ShengShou 17×17
- 19×19×19 SengSo 19×19
- 21×21×21 MoYu 21×21
- 33×33×33 Gregs Puzzle

De 4×4×4-kubus werd in 1982 uitgebracht onder de naam Rubik's Master Cube.
De 5×5×5-kubus kwam nog een jaar later op de markt onder de naam Rubik's Wahn.
De 6×6×6- en 7×7×7-kubussen van het bedrijf V-Cube (dus niet meer van Rubik) zijn sinds de zomer van 2008 te koop. Pas toen was het gelukt om een kubus van deze grootte stabiel te hebben voor de grote markt. De 7×7×7-kubus wijkt qua uiterlijk af doordat hij niet precies vierkant is, maar enigszins bol staat. Dat is nodig om te zorgen dat de hoekblokjes vastgehouden kunnen worden door het binnenwerk. De 8×8×8-kubus (ook van V-Cube) is rond januari 2014 uitgekomen.
Voor het oplossen van de 2×2×2-kubus kunnen dezelfde algoritmes worden gebruikt als voor alleen de hoekblokjes van de 3×3×3-kubus. Er zijn dan geen aparte algoritmes nodig.
Het oplossen van de 4×4×4 is ingewikkelder dan de 3×3×3 doordat er geen vaste centrumblokken aanwezig zijn en iedere rand twee randblokjes bevat. Er zijn extra algoritmes nodig die niet nodig zijn bij de 2×2×2-kubus. Ook kunnen er zogenaamde parity's ontstaan, doordat de centra verplaatsen.
Het oplossen van de 5×5×5 is dan weer eenvoudiger dan de 4×4×4 aangezien deze wel beschikt over vaste centrumblokken. Het aantal benodigde algoritmes is lager dan bij de 4×4×4. Het oplossen duurt echter wel langer doordat meer rotaties nodig zijn.
Verder is het zo dat alle hogere kubussen met een ribbe met een even aantal blokjes op te lossen zijn met de algoritmes nodig voor de 4×4×4. Die met een oneven aantal blokjes per ribbe zijn op te lossen met de algoritmes voor de 5×5×5.

## Verschillende varianten
De originele 3×3×3-kubus is in de jaren van de rage op enorme schaal nagemaakt. Dat gebeurde vooral door Taiwanese bedrijfjes. De meeste namaakkubussen waren van zeer slechte kwaliteit. Ze draaiden veel slechter dan de Hongaarse en vielen bovendien tijdens het draaien soms zomaar uit elkaar.
Ook de kubussen die als origineel golden, kenden aanzienlijke kwaliteitsverschillen. Waarschijnlijk vond de productie vanwege de grote vraag in meerdere fabrieken plaats. Sommige kubussen hadden nauwelijks afgeronde randen, waardoor ze niet prettig in de hand lagen. Andere bleven slecht draaien, ook na de gebruikelijke indraaiperiode. Bij weer andere waren de kleuren niet op de standaardwijze ten opzichte van elkaar geplaatst. Als variaties zijn er ook versies met andere kleuren of met op iedere zijkant een afbeelding.
Tegenwoordig gebruiken veel speedcubers zogenaamde DIY- oftewel do-it-yourselfkubussen (van zowel Rubiks als andere merken), die erom bekend staan dat ze beter draaien.
Het mechanisme voor de 3×3×3-kubus kan niet gebruikt worden voor het bouwen van kubussen met een ribbe groter dan 5. Er zijn echter wel projecten om met andere mechanismen 6×6×6 te bouwen.
Er zijn daarnaast ook versies bedacht waar twee of meer blokjes aan elkaar zitten, zodat niet alle rotaties mogelijk zijn, of waar twee of meer kubussen aan elkaar vastzitten.

kubussen
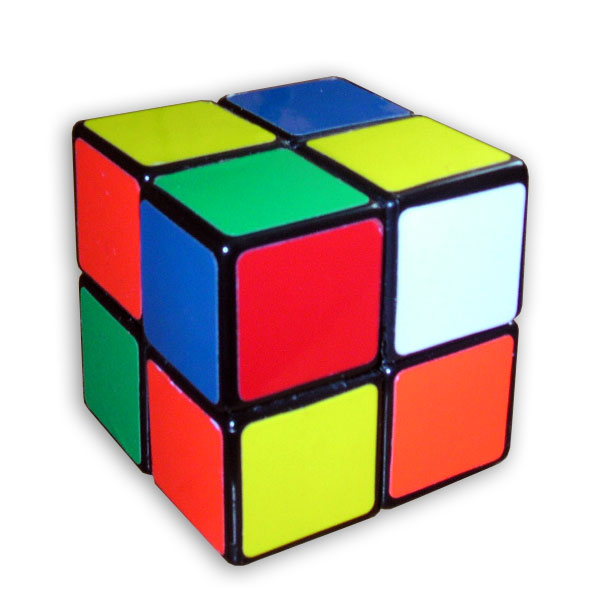
Pocket Cube
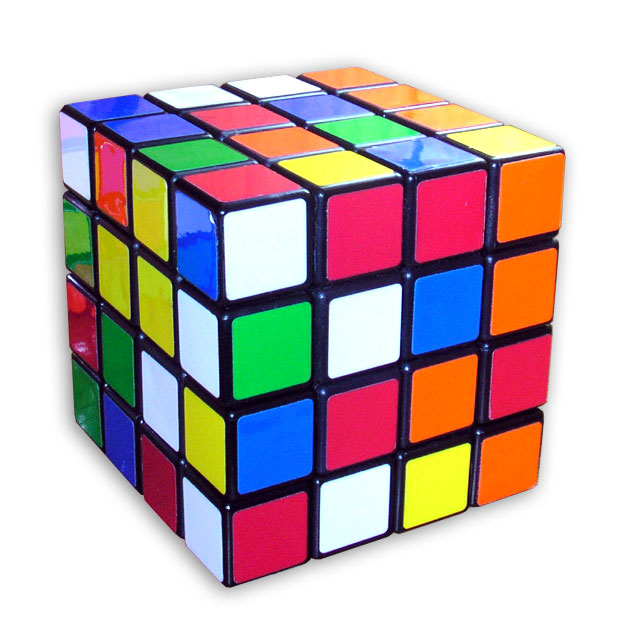
Rubik's Revenge
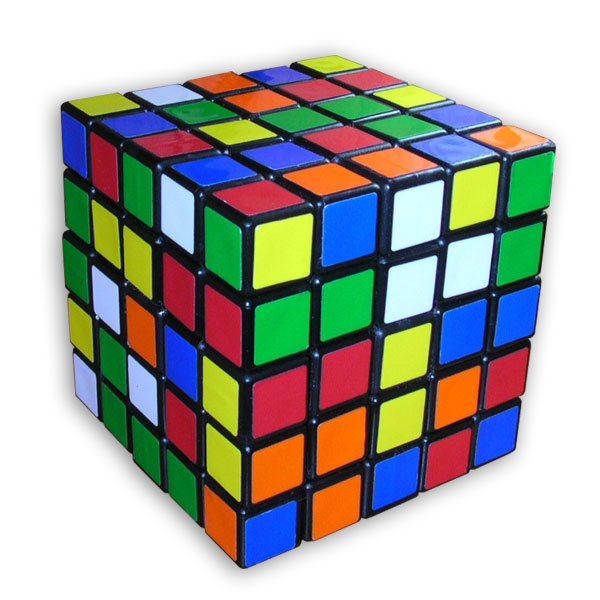
Professor's Cube
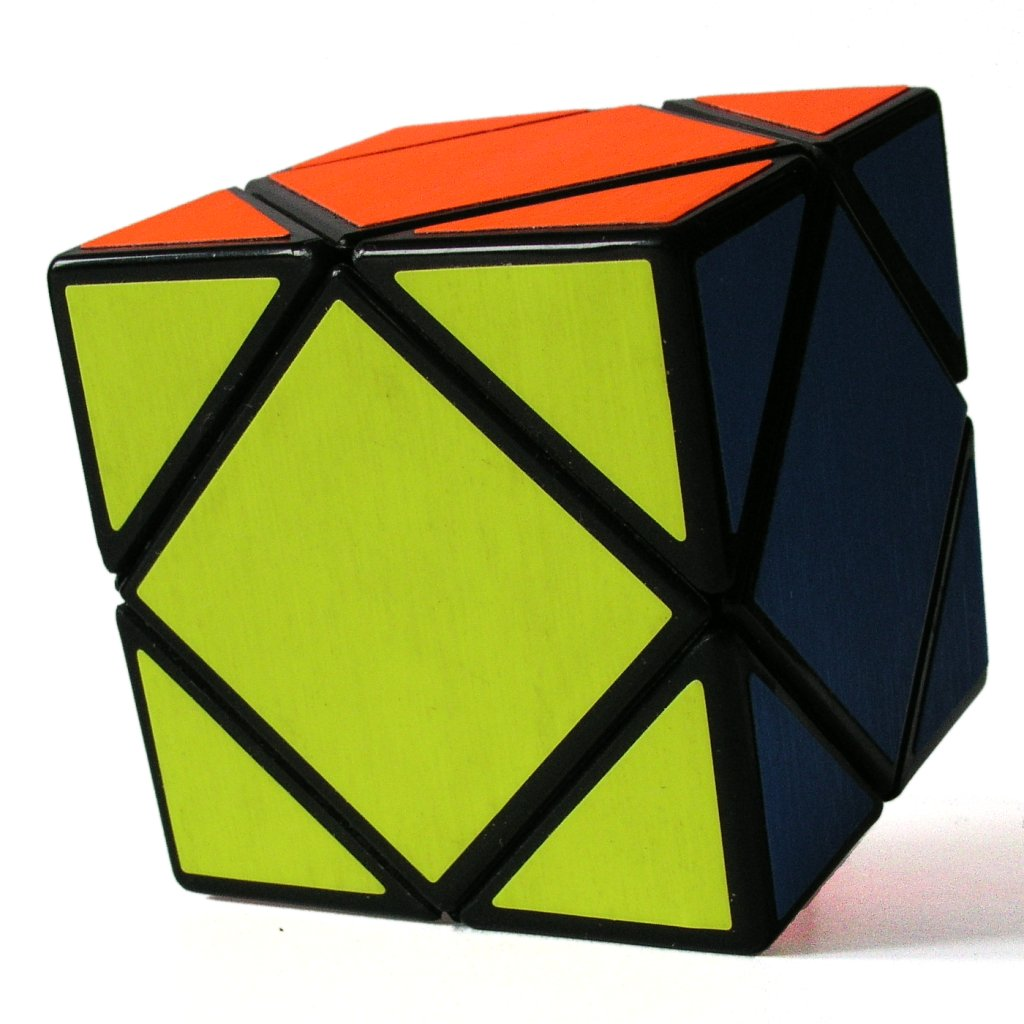
Skewb
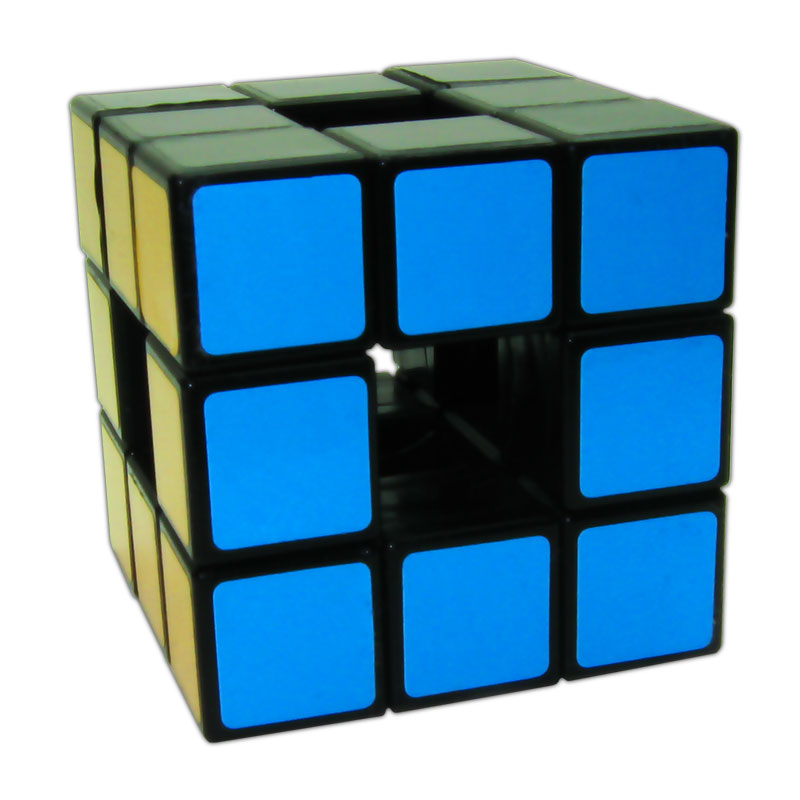
Void Cube

andere regelmatige veelvlakken
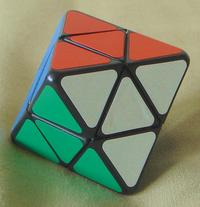
Skewb Diamond
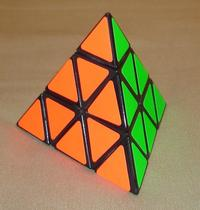
Pyraminx
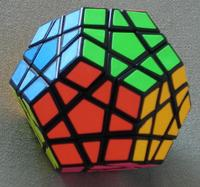
Megaminx
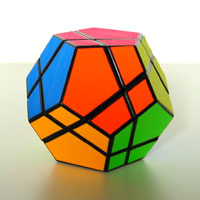
Skewb Ultimate

## Notaties
Omdat het zeer lastig is te praten over een oplossing zonder een kubus te laten zien worden er verschillende notaties gebruikt om deze communicatie te vergemakkelijken. Een dergelijke notatie kan vergeleken worden met muziekschrift, waarbij het ook mogelijk is zonder het instrument te communiceren over muzieknoten.
De op het internet gebruikte notatie voor het draaien van de kubus is erg bekend. De symbolen worden gevormd door de eerste letter van de naam van een laag.
Engelse aanduidingen:
- R - Right
- L - Left
- U - Up
- D - Down
- B - Back
- F - Front

Nederlandse aanduidingen:
- R - Rechts (of O - Oost)
- L - Links (of W - West)
- B - Boven (of H - Hoog)
- O - Onder (of L - Laag)
- A - Achter (of N - Noord)
- V - Voor (of Z - Zuid)

Om nu één slag met een bepaald vlak te maken, moet men kijken naar de kant van de kubus die men wil draaien. Daarna wordt dit vlak een kwartslag met de klok mee gedraaid. Als dit vier keer wordt gedaan, komt de kubus weer in originele positie. Twee keer eenzelfde slag achter elkaar wordt aangeduid met een 2 achter de letter, bijvoorbeeld R2. Een slag terug ofwel tegen de klok in van het rechtervlak wordt genoteerd als R', of ook wel als -R of R-1. De draaiingen R, R2 en R' tellen alle drie als één slag in de bovengenoemde notatie.
Er bestaan ook notaties voor het draaien aan de middelste lagen van de kubus, in het Nederlands zijn dat:
- M - middenlaag (tussen rechts en links)
- E - equator (tussen boven en onder)
- S - staande vlak (tussen voor en achter)

Deze extra notaties en het gewone notatiesysteem worden meestal niet door elkaar gebruikt in één bewerking. Sommige handige bewerkingen, met name van de zijblokjes, kunnen echter worden uitgevoerd met uitsluitend middenlaag-bewegingen. Bij het tellen van het aantal slagen dat voor een bewerking nodig is, tellen middenlaagbewegingen als twee slagen.
Er zijn nog drie belangrijke symbolen die gebruikt worden voor het draaien van de complete kubus. Deze zijn genoemd naar de wiskundige symbolen voor de X-, Y- en Z-as, hoewel er onder snelkubussers geen overeenstemming is of dit overeenkomt met de ruimtelijke voorstelling van deze assen.
- X - draai de hele kubus langs het rechtervlak met de klok mee
- Y - draai de hele kubus langs het bovenvlak met de klok mee
- Z - draai de hele kubus langs het voorvlak met de klok mee

Na het bepalen van het algoritme aan de hand van de kleurencombinatie, spelen kleuren tijdens het verdraaien van de kubus een mindere grote rol. Het gestarte algoritme moet telkens correct en volledig worden uitgevoerd. Een gemiddelde algoritme telt tussen de acht en de twaalf verdraaiingen. Elke kubusser opteert veelal een eigen startkleur waardoor de overige kleuren na een tijdje in het geheugen staan gegrift, om zo de kubus sneller te kunnen oplossen. Start men echter met een andere kleur, dan zal het beslist langer duren.
Een serie draaiingen wordt een algoritme (of operator, of formule) genoemd. Een algoritme om bijvoorbeeld drie randkubusjes in carrousel te draaien is F2U'R'LF2RL'U'F2 of in het Nederlands V2 -B -R L V2 R -L -B V2.
Voor beginnende kubusoplossers kan deze notatie ingewikkeld lijken, daarom maken veel oplossingen op het internet gebruik van animaties om de algoritmes te demonstreren.

## Trivia
- Rubiks kubus werd op zijn veertigste verjaardag, 19 mei 2014, geëerd met een Google Doodle.
- Veelvuldig gebruik van de kubus kan leiden tot een vorm van RSI, ook wel de kubusduim of muisarm genoemd.
- Rubiks kubus wordt ook gebruikt in sommige goocheltrucs.

- In de finale van seizoen 7 van Heel Holland Bakt moest een taart in de vorm van een Rubiks Kubus worden gebakken.
- In 2020 kwam de documentaire The Speed Cubers online op Netflix, met in de hoofdrol de twee snelste speedcubers van de wereld: Max Park en Feliks Zemdegs.